# Irenium polynemum
Irenium polynemum is een hydroïdpoliep uit de familie Eirenidae. De poliep komt uit het geslacht Irenium. Irenium polynemum werd in 2010 voor het eerst wetenschappelijk beschreven door Huang, Xu & Guo. 